# Alonso Sánchez Coello
Alonso Sánchez Coello (kolem 1531, Benifairó de los Valles, Valencia – 8. srpna 1588, Madrid) byl španělský renesanční malíř, dvorní malíř španělského krále Filipa II.

## Biografie
Narodil se poblíž španělské Valencie, ještě jako dítě však s rodinou přesídlil do Portugalska. Zde v Lisabonu se započala jeho umělecká dráha, když se o jeho nadání doslechl portugalský král Jan III.; stal se chráněncem krále a jeho snachy Jany Španělské, sestry španělského krále Filipa II. Jan III. poslal talentovaného chlapce do Flander, do Bruselu, kde studoval u Antonise Mora a těšil se ochraně biskupa z Arrasu (Antonio Perrenot de Granvela), u něhož bydlel. V roce 1550 se vrátil do Portugalska, ke dvoru Jana III., kde pracoval několik let. Roku 1555 odjel do Španělska, kde byl Janou Španělskou představen jejímu bratrovi, králi Filipu II. V Madridu pokračoval ve studiích u Anthonise Mora, v té době Filipova dvorního malíře. Poté, co jeho učitel z nevyjasněných příčin Madrid překotně opustil, stal se Alonso sám dvorním portrétistou španělské královské rodiny a jejího blízkého okolí a v této roli působil přes třicet let (1555-1588). Jednou z jeho povinností bylo i utřídit a nainstalovat obrazy (řada z nichž vzešla z jeho rukou) v galerii v paláci El Pardo. Vedl privilegovaný život, jsa (on i jeho rodina) přijímán a ctěn královskou rodinou a dalšími významnými osobnostmi té doby. Král byl dokonce kmotrem dvou jeho synů.

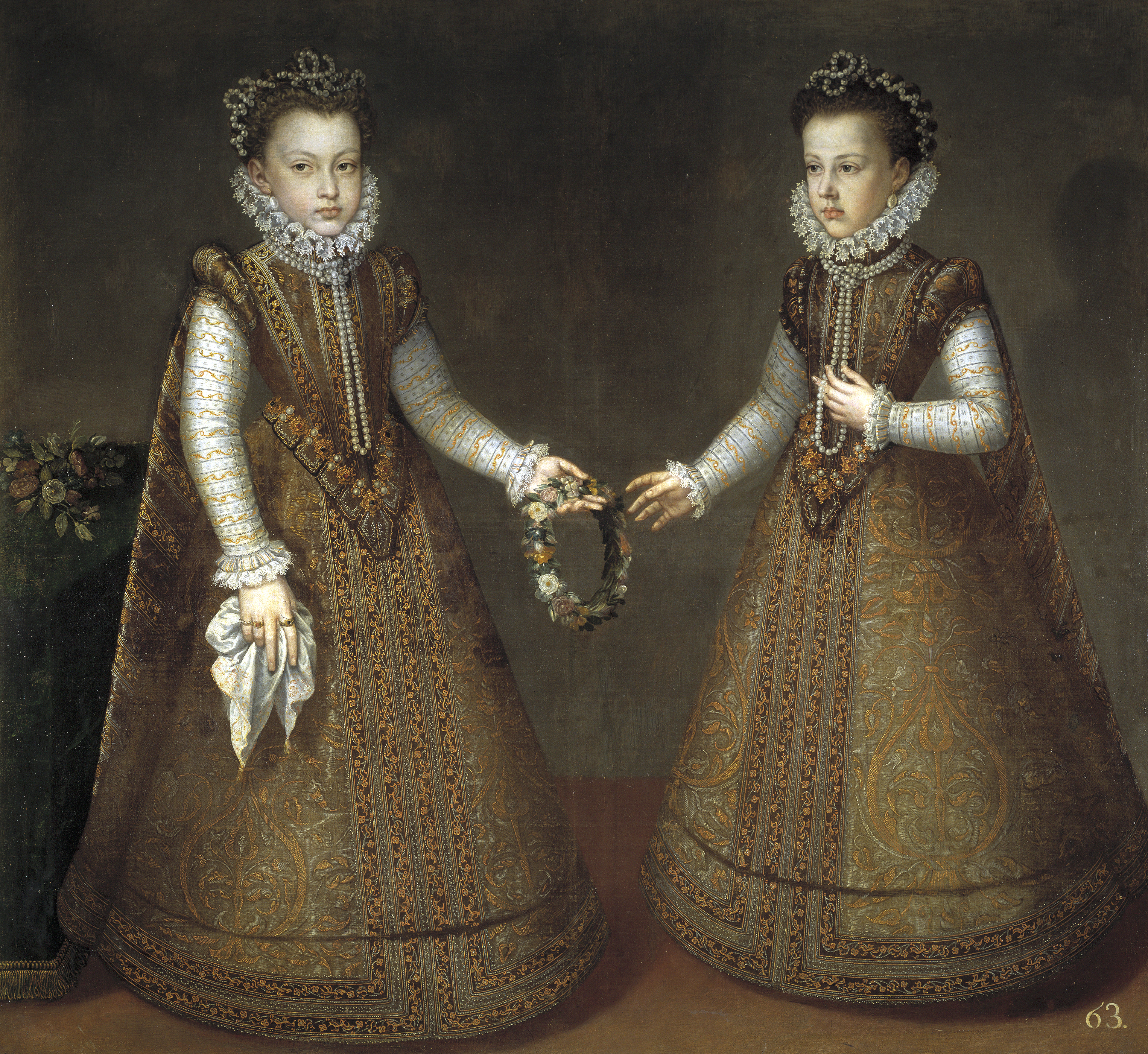
Infantky Isabela Klára Evženie a Kateřina Michaela

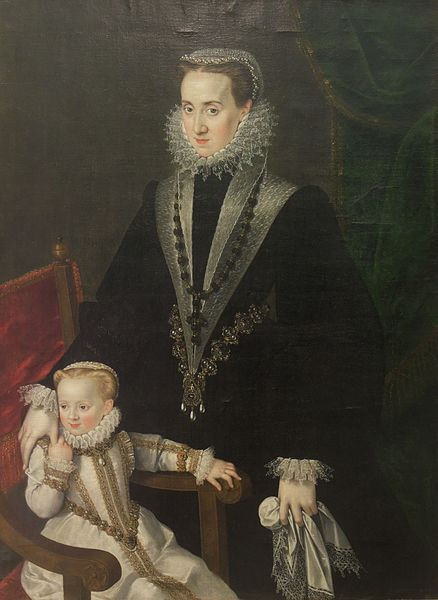
Marie Maxmiliána z Pernštejna s dcerou Polyxenou

O jeho dílně se mnoho neví; známo je jméno jeho žáka, Pedro de Mata, kterého najal na sedm let v roce 1583. Dalším jeho žákem byl Juan Pantoja de la Cruz, který Sánchezův styl dále rozvinul. Později mu zřejmě pomáhala i jeho dcera Isabel Sánchez, která byla rovněž významnou portrétistkou, či jeho nevlastní bratr Jerónimo Sánchez, a snad také slavný miniaturista Felipe de Liaño, s nímž byl spřízněn přes svou manželku.

## Styl
Alonso Sánchez Coello byl silně ovlivněn svým učitelem Anthonisem Morem a byl obdivovatelem Tiziana. Převzal a rozvinul styl portrétu, který Tizian a Mor zavedli na dvorech Habsburků. Jeho věhlas se zakládá především na mistrovských portrétech členů královské rodiny a osob jí blízkých. Jsou to zdánlivě velmi prosté portréty, klidné a rezervované, malované analytickým stylem, na nichž bez vyumělkovanosti vystihuje osobnost portrétovaného, téměř vždy situovaného před neutrálním, většinou tmavým pozadím, které dává vyniknout barvám a charakteru oděvu. Španělští uměnovědci nazývají Sáncheze "mistrem šedého světla" - skvěle ovládal škálu šedých a stříbřitých tónů. Jeho působivý portrét dona Carlose (kolem 1557-1559; El Prado) dokládá, že již před dovršením třiceti let věku byl Alonso Sánchez Coello vyzrálým umělcem s pevným, osobitým stylem. Řada jeho děl byla bohužel zničena při požárech Alcázaru v Madridu a paláce El Pardo; z řady portrétů samotného krále se dochovaly dva: Filip II. ve zbroji (1570-1571, Pollock House, Glasgow) a Filip II. v černém oděvu (1587, Palazzo Pitti, Galleria Palatina, Florencie). Jeho portréty dětí královské rodiny jsou okouzlující; objevuje se u něho dvojportrét (Las infantas Isabel Clara Eugenia y Catalina Micaela, 1575, Prado). Jako portrétista pracoval rovněž pro dvorskou šlechtu v Praze, zejména rodiny Pernštejnů a Lobkowiczů, jak dosvědčují například portréty z roudnické zámecké sbírky, vystavené vesměs na zámku v Nelahozevsi.
V jeho díle lze ovšem nalézt řadu obrazů s náboženskou tematikou, zhotovovaných pro kostely a dvořany. V letech 1580-1582 vypracoval osm rozměrných pláten s dvojicemi svatých v životní velikosti pro baziliku v El Escorialu. Tato plátna postrádají chlad jeho dvořanských portrétů: tváře jsou výrazné, modelované kontrastem světla a stínu, bohatá liturgická roucha jsou brilantně provedena (sv. Štěpán a sv. Vavřinec) a u světic (sv. Kateřina a sv. Anežka) je patrný jeho obdiv a inspirace Correggiem. Maloval rovněž monumentální oltáře v kostelích El Espinar (Segovia) a Colmenar Viejo (Madrid), pravděpodobně ovšem s pomocníky.

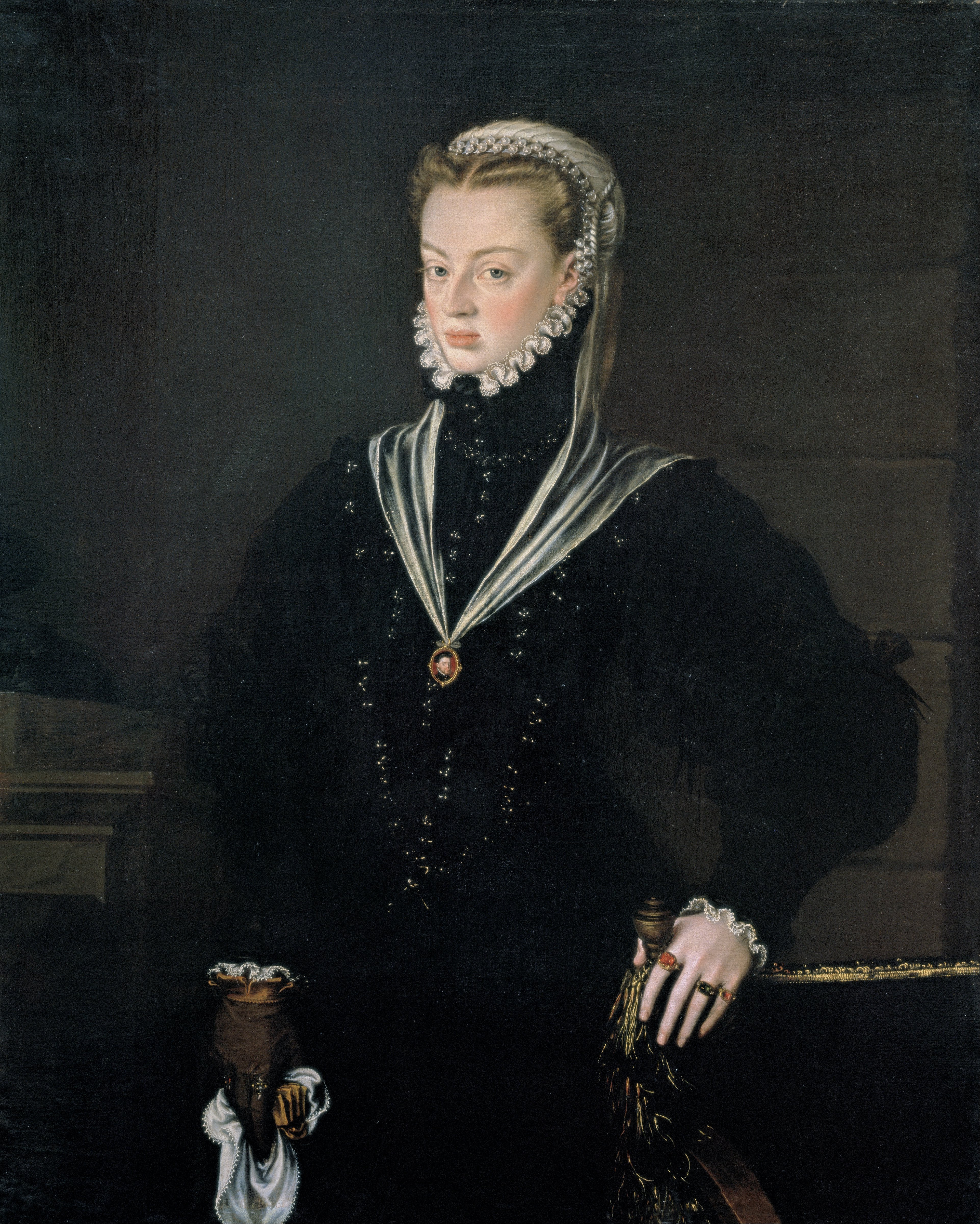
Jana Španělská.

## Významná díla
- Filip II., c. 1557, Kunsthistorisches Museum, Vídeň;
- Alejandro Farnesio, 1561, Museum Meadows, Dallas (USA); katalog z roku 2000 tento portrén připisuje Antonisu Morovi
- Arcivévoda Rudolf Habsburský, 1567, Hampton Court Palace (Velká Británie);
- Infantky Isabel Clara Eugenia a Catalina Micaela, c. 1568, Monasterio de las Descalzas Reales;
- Dcery Filipa II., c. 1575, Museo del Prado;
- Infanti don Diego a don Felipe, 1579, Monasterio de las Descalzas Reales;
- Infantka Isabel Clara Eugenia a Magdalena Ruiz, c. 1585, Museo del Prado;
- Don Carlos, c. 1557, Museo del Prado;
- Tři světci, 1582, Museo del Prado.
- Portrét biskupa Galla c. 1565, muzeum katedrály v Orihuele.
- Oltář kostela v El Espinar (Segovia)